# Kopete
Kopete es una aplicación informática libre para mensajería instantánea flexible y sistema multiprotocolo extendible, puede comunicarse con protocolos como ICQ, AIM, Gadu-Gadu, IRC, Jabber/XMPP, Windows Live Messenger y Yahoo! Messenger. Kopete es parte del proyecto KDE y con una excelente integración con este entorno gráfico.

## Protocolos
Kopete permite a los usuarios conectarse a los siguientes protocolos:
- AOL Instant Messenger
- Bonjour
- Facebook ()
- Gadu-Gadu
- ICQ
- XMPP con Jingle para voz
- Lotus Sametime via the Meanwhile plugin
- Novell GroupWise
- QQ
- SMS
- Winpopup
- Windows Live Messenger
- Yahoo! Messenger

## Características
- Agrupación de mensajes en una ventana, con pestañas para cambiar fácilmente de las conversaciones
- Capacidad de utilizar varias cuentas de servicios múltiples
- Apodos "Alias" para los contactos
- Agrupación de contacto
- Notificaciones personalizado para los contactos
- Integración con KAddressBook y KMail
- Registro de conversaciones
- Emoticonos personalizados
- Notificaciones personalizadas, incluidos los pop-ups y sonidos
- MSN y Yahoo! soporte para webcam
- Corrector ortográfico

## Historial de lanzamientos
- 26 de diciembre de 2001 - El chileno Duncan Mac-Vicar Prett comienza a trabajar en un clon de ICQ para KDE después de que se produjera un cambio en el protocolo de ICQ el cual inutilizaba los clientes existentes hasta entonces.
  - Algunas semanas más tarde son actualizados otros clientes de ICQ y Duncan redirige sus esfuerzos hacia un mensajero multiprotocolo basado en plugins, utilizando como base la arquitectura de Noatun.
  - Nick Betcher se une a Duncan en su esfuerzo, escribe las primeras extensiones de AIM e ICQ. Duncan continúa trabajando en la biblioteca central y un plugin básico de MSN.
- 3 de marzo de 2002 - Kopete 0.2
- 5 de abril de 2002 - Kopete 0.3, nueva expansión para la red IRC por Nick Betcher y muchas mejoras.
- 1 de junio de 2002 - Kopete 0.4, nueva expansión de Jabber/XMPP por Daniel Stone. 
  - Martjin Klingens y Ryan Cumming se unen al equipo reorganizando Kopete para facilitar en gran parte su mantenimiento.
  - 16 de junio de 2002 - Kopete 0.4.2
- 30 de septiembre de 2002 - Kopete 0.5
  - Oliver Goffart se une al equipo y junto a Martjin Klingens comienza a completar un añadido o plugin para MSN.
- 9 de febrero de 2003 - Kopete 0.6
- 8 de agosto de 2003 - Kopete 0.7, importantes mejoras.
  - 11 de agosto de 2003 - Kopete 0.7.1
  - 9 de septiembre de 2003 - Kopete 0.7.2, acepta el protocolo 9 de MSN Messenger.
  - 10 de septiembre de 2003 - Kopete 0.7.3, acepta nuevo protocolo de Yahoo! Messenger.
- 2 de septiembre de 2004 - Kopete 0.8, adaptado a las últimas versiones del escritorio KDE.
  - 4 de septiembre de 2004 - Kopete 0.8.2
  - 10 de julio de 2004 - Kopete 0.8.4
- 23 de mayo de 2005- Kopete 0.10.1 y Kopete 0.9.3 parcheado para el MSN
  - 8 de agosto de 2005 - Kopete 0.10.3 es lanzado.
  - 13 de octubre de 2005 - Kopete 0.10.4 es lanzado e incluido en KDE 3.4.3
  - 29 de noviembre de 2005 - Kopete 0.11, trae como novedad el soporte para webcam para el protocolo MSN.
  - 1 de junio de 2006 - Kopete 0.12, lanzado e incluido en KDE 3.5.3.
  - 13 de julio de 2006 - Kopete 0.12.1, soluciona problemas con el protocolo ICQ y arregla otros fallos.
  - 11 de agosto de 2006 - Kopete 0.12.2, soluciona más problemas con el protocolo ICQ y solventa diversos errores.
  - 11 de octubre de 2006 - Kopete 0.12.3 es lanzado
  - 23 de enero de 2007 - Kopete 0.12.4 es lanzado, incluido en KDE 3.5.6. Mejorando el soporte para webcam en MSN.

Kopete 0.12.7 es lanzado incluido en KDE 3.5.8
- - 11 de enero de 2008 - Kopete 0.50.0 es lanzado incluido en KDE 4.0.0